# Tsukumi
Tsukumi (jap. 津久見市 Tsukumi-shi) – miasto położone w Japonii, w prefekturze Ōita, w północno-wschodniej części wyspy Kiusiu.
Tsukumi zyskało prawa miejskie 1 kwietnia 1951 roku, po połączeniu miasteczka Tsukumi i okolicznych wiosek Nichidai, Youra i Hotojima.

## Populacja
Zmiany w populacji Tsukumi w latach 1970–2015:
| Rok  | Populacja |
| ---- | --------- |
| 1970 | 33 988    |
| 1975 | 31 922    |
| 1980 | 30 454    |
| 1985 | 28 836    |
| 1990 | 26 797    |
| 1995 | 24 848    |
| 2000 | 23 164    |
| 2005 | 21 456    |
| 2010 | 19 917    |
| 2015 | 17 973    |